# Neli Kuckowa
Neli Petrowa Kuckowa, bułg. Нели Петрова Куцкова (ur. 21 czerwca 1957 w Apriłci) – bułgarska prawniczka i urzędnik państwowy, sędzia, kandydatka na urząd wiceprezydenta Bułgarii.

## Życiorys
Ukończyła w 1981 studia prawnicze na Uniwersytecie Sofijskim. Od 1982 związana zawodowo z sądownictwem, w 1986 otrzymała nominację sędziowską. Do początku lat 90. orzekała w pierwszym sądzie rejonowym w Sofii, pełniąc w nim funkcje wiceprezesa i prezesa. W latach 1993–2004 była prezesem sądu okręgowego w Sofii. W 2008 zaczęła orzekać w sądzie apelacyjnym w Sofii. W latach 1998–2003 zasiadała w Najwyższej Radzie Sądownictwa. W 1997 współtworzyła związek bułgarskich sędziów, w latach 2003–2007 przewodniczyła tej organizacji.
W latach 1991–1992 pełniła funkcję wiceministra sprawiedliwości w rządzie Filipa Dimitrowa. W 1997 była sekretarzem generalnym przejściowego gabinetu Stefana Sofijanskiego. W wyborach w 2001 partnerowała Petyrowi Stojanowowi jako kandydatka na urząd wiceprezydenta (ponosząc porażkę w drugiej turze głosowania). Reprezentowała później bułgarski rząd w Konwencie Europejskim.